# Łopatki (województwo lubelskie)
Łopatki (dawniej także Opatki) – wieś w Polsce położona w województwie lubelskim, w powiecie puławskim, w gminie Wąwolnica. Przez wieś przebiega linia kolejowa.
W latach 1975–1998 miejscowość należała administracyjnie do ówczesnego województwa lubelskiego.
Wieś stanowi sołectwo gminy Wąwolnica. Według Narodowego Spisu Powszechnego z roku 2011 wieś liczyła 445 mieszkańców.
Znajduje się tam zakład przemysłu spożywczego.
Wierni Kościoła rzymskokatolickiego należą do parafii św. Wojciecha w Wąwolnicy.

## Historia
W XV wieku wieś Łopatki stanowiła własność benedyktynów łysogórskich w Wąwolnicy. U schyłku XIX wieku w Łopatkach znajdowały się cegielnia i wapiennik domów 17, mieszkańców 159.